# Lista de aeroportos da Suécia

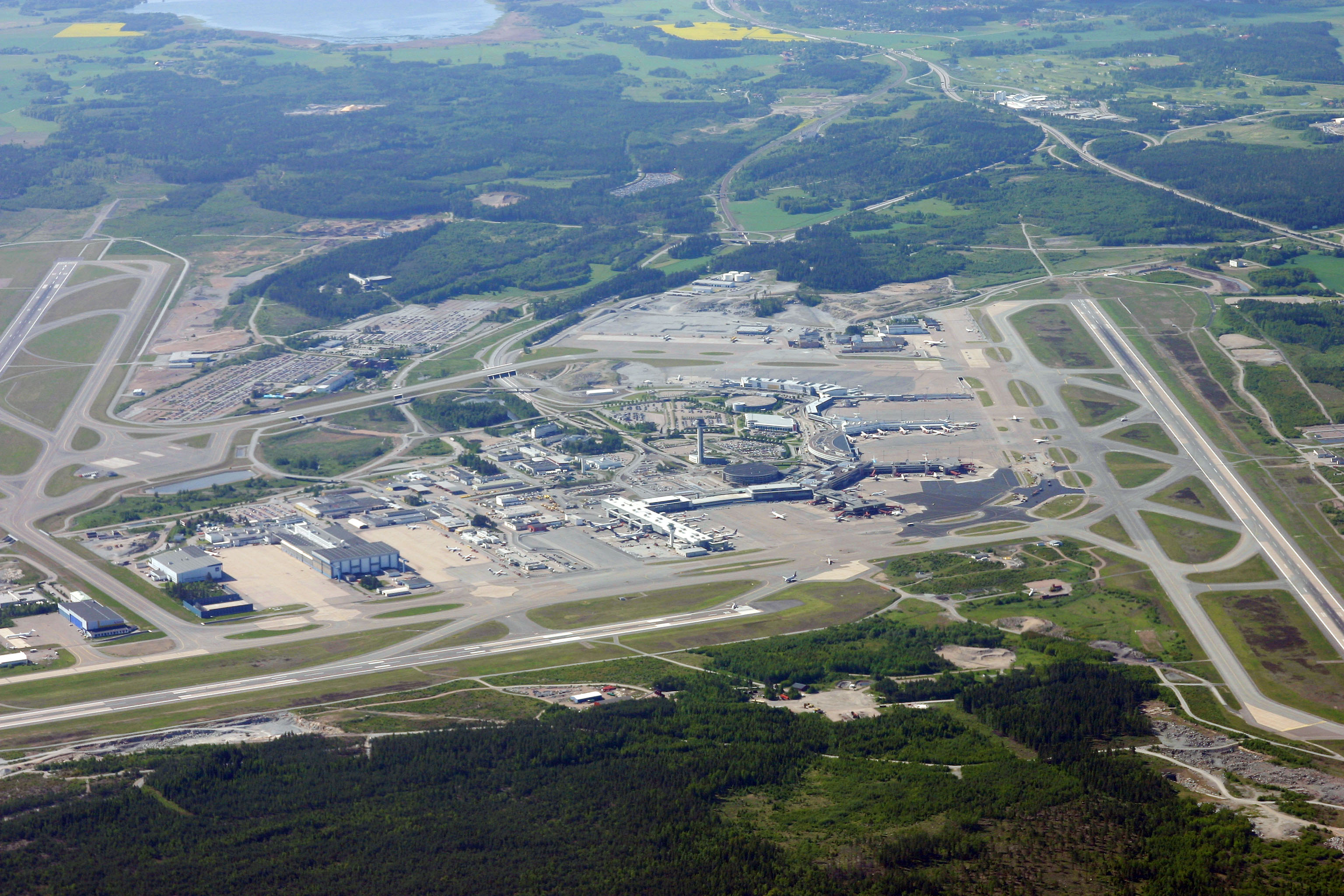
Aeroporto de Estocolmo-Arlanda

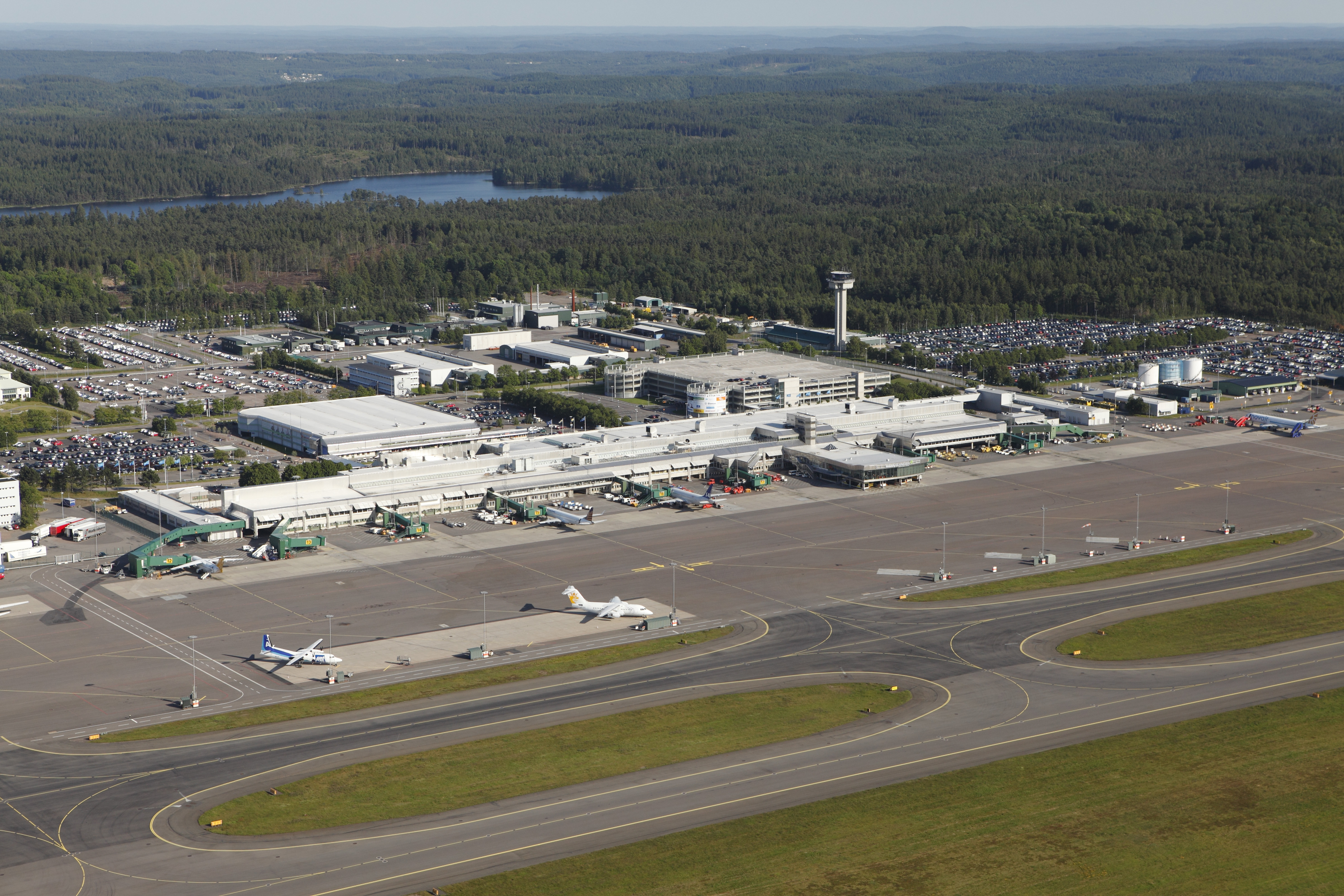
Aeroporto de Gotemburgo-Landvetter

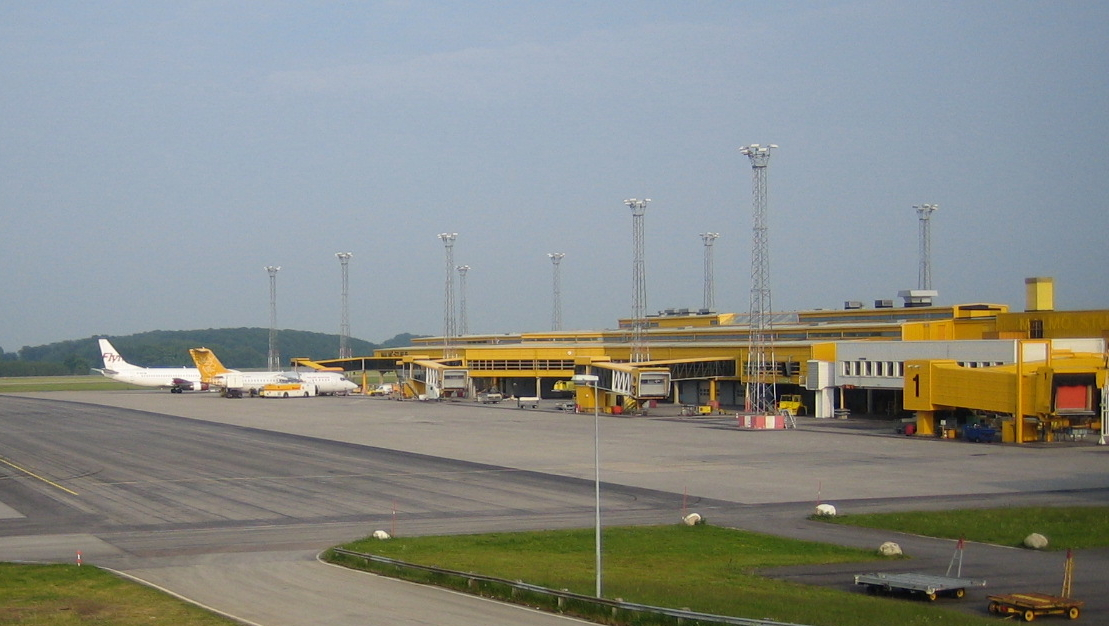
Aeroporto de Malmö

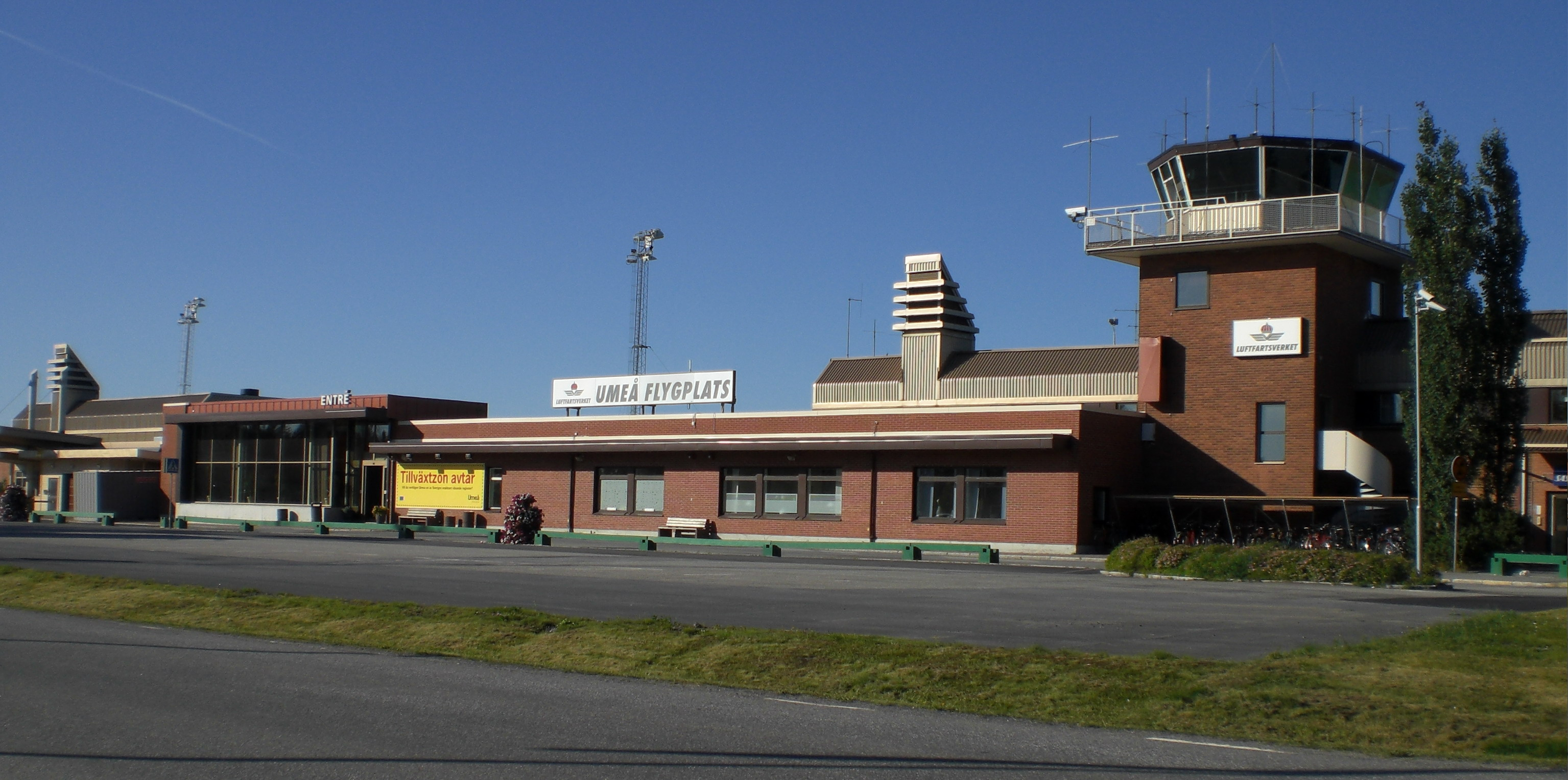
Aeroporto de Umeå

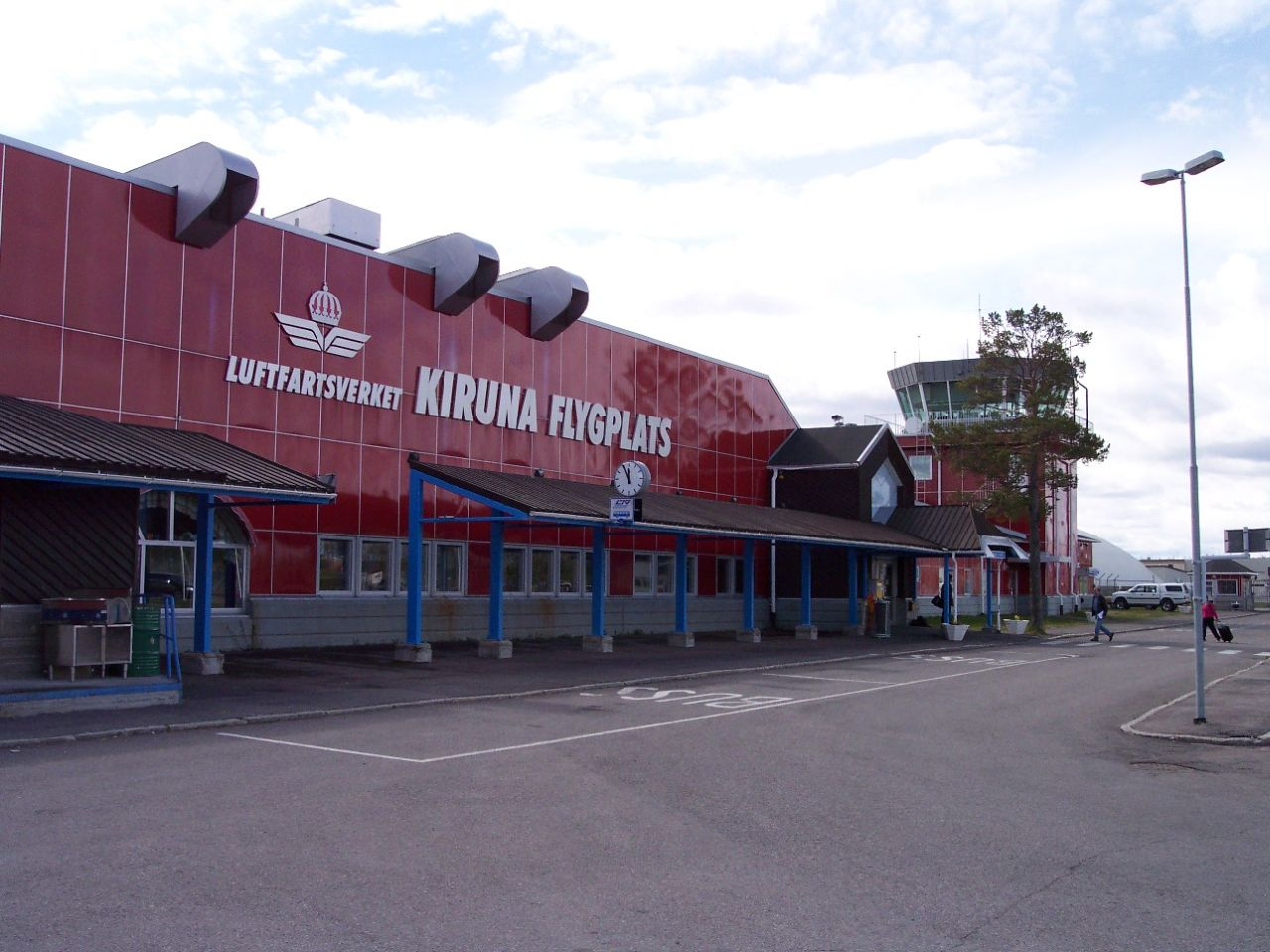
Aeroporto de Kiruna

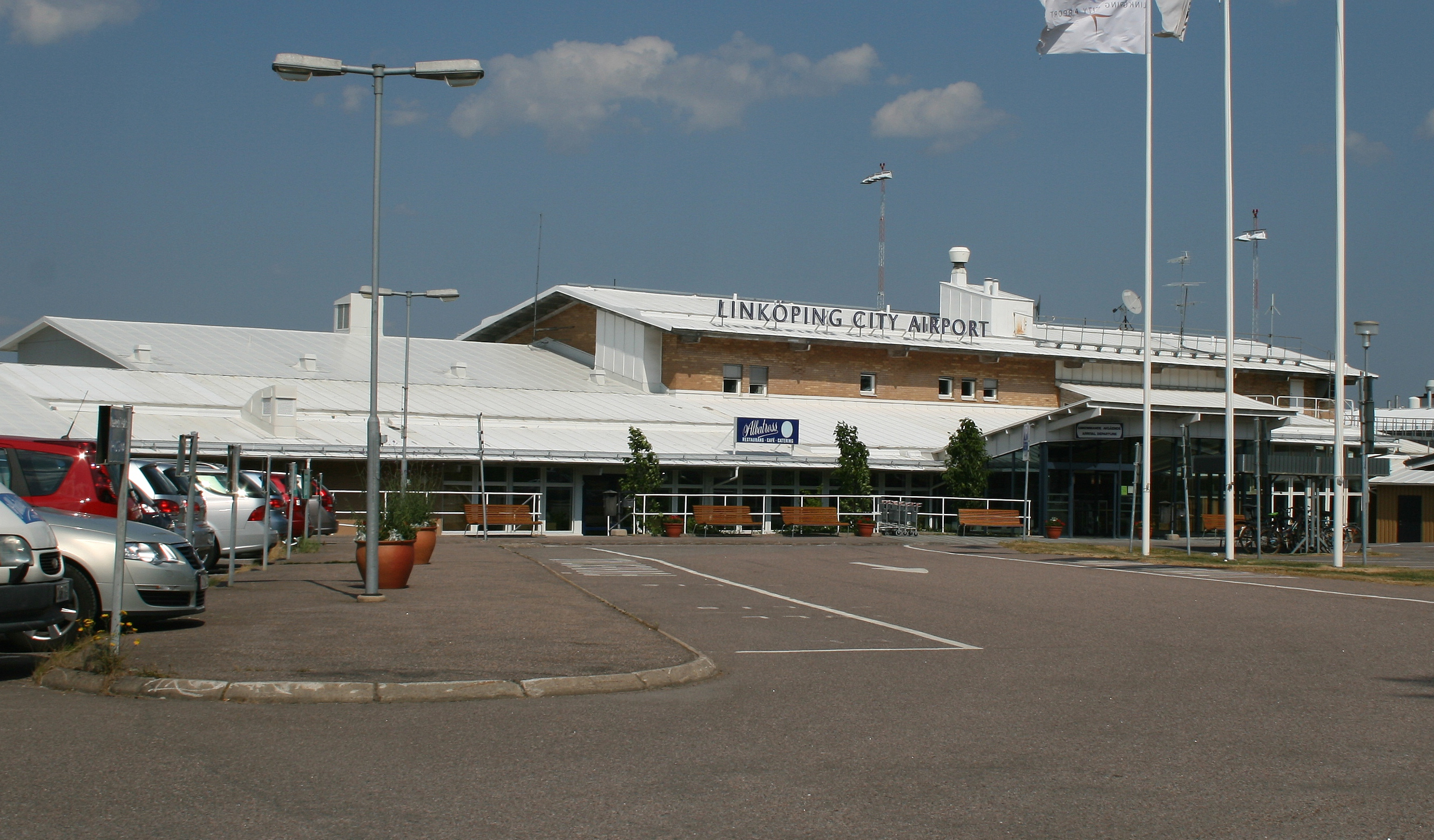
Aeroporto de Linköping

Lista de aeroportos da Suécia, com os códigos da IATA e ICAO:

## Aeroportos da Swedavia
Aeroportos geridos pela empresa pública Swedavia:

- Aeroporto de Estocolmo-Arlanda (Stockholm-Arlanda flygplats)
- Aeroporto de Gotemburgo-Landvetter (Göteborg-Landvetter flygplats)
- Aeroporto de Estocolmo-Bromma (Stockholm-Bromma flygplats)
- Aeroporto de Malmö (Malmö Airport)
- Aeroporto de Luleå (Luleå Flygplats)
- Aeroporto de Umeå (Umeå flygplats)
- Aeroporto de Åre-Östersund (Åre Östersunds flygplats)
- Aeroporto de Visby (Visby flygplats)
- Aeroporto de Kiruna (Kiruna Flygplats)
- Aeroporto de Ronneby (Ronneby flygplats)

## Outros aeroportos de passageiros
- Arvidsjaurs flygplats
- Borlänge, Dala Airport
- Gällivare Lapland Airport
- Hagfors flygplats
- Aeroporto de Halmstad (Halmstad flygplats)
- Hemavan Tärnaby Airport
- Aeroporto de Jönköping (Jönköpings flygplats)
- Aeroporto de Kalmar (Kalmar flygplats)
- Aeroporto de Karlstad (Karlstads flygplats)
- Höga Kusten Airport
- Kristianstad Österlen Airport
- Aeroporto de Linköping (Linköping City Airport)
- Lycksele flygplats
- Norrköping-Kungsängens flygplats
- Pajala Airport
- Aeroporto de Skellefteå
- Stockholm-Västerås flygplats
- Aeroporto de Sundsvall-Timrå (Sundsvall-Timrå flygplats)
- Sveg Härjedalens flygplats
- Sälen Trysil Airport
- Torsby flygplats (Fryklanda)
- Trollhättan-Vänersborgs flygplats
- Vilhelmina flygplats
- Aeroporto de Växjö-Kronoberg (Växjö-Kronobergs flygplats)
- Ängelholm-Helsingborg flygplats
- Aeroporto de Örebro (Örebro Airport)
- Aeroporto de Örnsköldsvik (Örnsköldsvik Airport)